# (15745) Yuliya
(15745) Yuliya est un astéroïde Amor découvert le 3 août 1991 à La Silla par l'astronome belge Eric Walter Elst.

## Caractéristiques
Sa distance minimale d'intersection de l'orbite terrestre est de 0,296 038 ua.